# Robert Daumann
Robert Daumann (* 1958 in Würzburg) ist ein deutscher Basketballfunktionär.

## Leben
Daumann war von 2001 bis 2015 Vizepräsident Sport des Bayerischen Basketball Verbandes. Bei der TG Würzburg engagierte er sich unter anderem zeitweilig als Leiter der Basketballabteilung. Beim Basketball Regionalliga Südost e. V., dem Dachverband für Spielbetrieb in Bayern, Thüringen und Sachsen-Anhalt, wurde er stellvertretender Vorsitzender. Der beruflich als Forensiker im EDV-Bereich tätige Daumann wurde im April 2015 ins Amt des Vorsitzenden des Bayerischen Basketball Verbandes gewählt. Für den Deutschen Basketball-Bund ist er seit 2013 als Technischer Kommissar im Einsatz, in der Nachwuchs-Basketball-Bundesliga ist er als Spielleiter tätig. Seine Amtszeit als Vorsitzender des Bayerischen Basketball-Verbandes dauerte bis Mai 2019, er blieb anschließend Vorstandsmitglied.